# دراسات في اليهودية والمسيحية وأديان الهند
دراسات في اليهودية والمسيحية وأديان الهند هو كتاب بحثي من تأليف ضياء الرحمن عزمي في مقارنة الدين، طبع عام 2001م عن مكتبة الرشد بالرياض.
ومنذ ذلك الحين تم نشر سبع طبعات.

## التاريخ
الكتاب عبارة عن مجموعة من مقالات المؤلف التي نشرت في "مجلة الجمعية الإسلامية بالمدينة المنورة" (مجلة الجامعة الإسلامية بالمدينة المنورة) الصادرة عن الجامعة الإسلامية.
ثم عندما تم تعيينه أستاذا في جامعة المدينة المنورة، كان مسؤولا أيضا عن تدريس "أديان العالم". ومن بين أمور أخرى أنه عندما أسندت إليه هذه المسؤولية، قام بإعداد نص "الدين" من المقالات ثم أعاد ترتيب هذه المقالات للاستخدام العام ونشرها في شكل كتاب. والآن يتناول هذان الكتابان "الدين" وهما "اليهودية والمسيحية" (دراسات في اليهودية وأديان النصرانية) و"دين الهند"، المنشوران في مجلد واحد بعنوان دراسات في اليهودية والمسيحية. وأديان الهند, تحتوي على 784 صفحة، تصدره مكتبة الرشد، وهي مطبعة مشهورة في المملكة العربية السعودية، لتشابه المحتوى وحتى الآن صدرت منه سبع طبعات. تنشر المؤسسة هذا الكتاب كل عام لأنه يحظى بشعبية كبيرة بين المعلمين والطلاب في الجامعات الإسلامية المحلية.

## ملخص
الكتاب على قسمين:

### دراسات في اليهودية والمسيحية
الطبعة الأولى: مكتب الدار، المدينة المنورة، 1988م. يناقش عزمي في هذا الكتاب بدايات وتطور اليهودية والمسيحية. يقارن عزمي حجج العلماء اليهود والمسيحيين والرسائل المتعلقة بمحمد. يقارن عزمي حجج العلماء اليهود والمسيحيين والرسائل المتعلقة بمحمد.

### فصول في أديان الهند
```
الطبعة الأولى: دار البخاري، المدينة المنورة 1997. ويصف عزمي في هذا الكتاب الديانات الأربع الرئيسية في الهند: الهندوسية والبوذية والجاينية والسيخية، بما في ذلك قواسمها المشتركة وأسسها.
[
17
]
 يجمع الكتاب مقالات نشرت في مجلة الجامعة الإسلامية بالمدينة المنورة، ثم عندما تم تعيين الدكتور صاحب أستاذا بالجامعة الإسلامية كان مسؤولا أيضا عن تدريس "أديان العالم" بالإضافة إلى ذلك.  إلى مواضيع أخرى.
```